# Lötschberg

Foto de Lötschberg, Majinghorn, por Walter Mittelholzer.

Lötschberg ou passagem de Lötschen é uma passagem montanhosa ao longo dos Alpes entre o Cantão de Berna e Lötschental no Cantão de Valais na Suíça.
De facto não existe nenhuma montanha chamada Lötschberg. A montanha mais alta da região é o Balmhorn (3698m). A passagem a 2.690m de altitude não é acessível a automóveis, havendo apenas tráfego ferroviário pelo túnel de Lötschberg.